# August Ammann
August Gottlieb Friedrich Wilhelm Ernst Ammann (* 25. Januar 1839 in Driedorf, damals Herzogtum Nassau; † 26. April 1910 in Wiesbaden) war ein deutscher Dichter, Schriftsteller und Gymnasiallehrer.

In ernsten und heiteren Stunden, Heidelberg, 1888, Erstausgabe

## Leben
August Ammann entstammte einer Pfarrersfamilie. Sein Vater, Ernst Franz Theophil Ammann (* 23. Dezember 1808 in Braubach), war von 1838 bis 1841 Pfarrer in Driedorf, wurde mit Wirkung vom 1. Januar 1841 nach Kronberg im Taunus versetzt und starb kurz darauf am 24. August 1841 in Weilburg. Er war verheiratet mit der Pfarrerstochter Henriette Dorothea geb. Rhod aus Niederbachheim bei Braubach.
August Ammann ging zunächst auf die Volksschule in Braubach und besuchte von 1850 bis 1859 das Gymnasium Philippinum in Weilburg. Aus dieser Zeit stammte auch seine Freundschaft mit dem späteren Altphilologen und Religionswissenschaftler Hermann Usener (1834–1905). Nach dem Abitur studierte Ammann zuerst Rechtswissenschaft in Bonn, dann Alte und Neue Philologie in Bonn und Göttingen und legte im Herbst 1863 in Göttingen das erste Staatsexamen ab. Von 1864 bis zu seiner Pensionierung im Jahre 1890 war er Lehrer am Herzoglichen, später Königlichen Gymnasium in Wiesbaden, vorerst als Collaborator und nach seiner zweiten Staatsprüfung im Jahre 1865 ab 1. Januar 1869 als ordentlicher Gymnasiallehrer. Zu seinen Fächern der klassischen Philologie (Latein, Griechisch) erwarb er 1875 die Lehrbefähigung im Fach Französisch, unterrichtete aber zeitweise auch in Englisch. 1877 erfolgte seine Beförderung zum Oberlehrer. Aus gesundheitlichen Gründen reichte er 1890 sein Gesuch auf Versetzung in den Ruhestand ein und wurde daher mit Wirkung zum 1. Oktober 1890 pensioniert. Noch kurz vor seiner Pensionierung wurde er mit dem Preußischen Roten Adlerorden 4. Klasse ausgezeichnet. Nachträglich wurde ihm 1899 der Professorentitel verliehen. August Ammann starb am 26. April 1910 in Wiesbaden.
Sein dichterisches Schaffen besteht vorwiegend aus Prosa und Lyrik.

## Werke
- Vergiliana, 1870 (Digitalisat)
- In ernsten und heiteren Stunden, Gedichte, Heidelberg 1888
- Im Zauber der Romantik, Lustspiel in 1 Akt, Wiesbaden 1890
- Des Assessors ärztliche Praxis, Lustspiel in 1 Akt, Wiesbaden 1890
- Der Rochusberg bei Bingen am Rhein. 1. Der Rochusberg, 2. Der Rhein, 3. Bingen und die Burg Kopp, 4. Die Rochuskapelle, 5. Das Rochushotel, Erzählungen mit Gedichten, Darmstadt 1893
- Der Rheingau und seine Weine. I. Der Rhein, II. Der Rheingau, III. Der Wein, Prosa, Köln 1899
- Klänge vom Rhein, rd. 300 Gedichte, Berlin 1904